# Hella Wenders
Hella Wenders (* 3. Mai 1977 in Münster) ist eine deutsche Filmregisseurin.

## Biografie
Hella Wenders wurde in frühester Jugend von ihrem Onkel Wim Wenders mit der Arbeit am Filmset vertraut gemacht. Nach dem Abitur studierte sie zunächst Film- und Fernsehwissenschaft.
Danach war sie bei diversen Produktionen als Regieassistentin tätig. Bei der Mithilfe an der Berlinale 2003 entschied sie sich, dass sie selbst Regie führen möchte. Sie bewarb sich an der Deutschen Film- und Fernsehakademie Berlin und wurde für das vierjährige Studienfach Regie angenommen. 2006 war der Studienalltag von Hella Wenders Mittelpunkt der Arte-Dokumentation Das Leben einer Filmstudentin.
Unter Hella Wenders’ eigener Regie entstanden diverse Kurzfilme. Sie drehte im Auftrag der Band Die Toten Hosen eine Dokumentation über deren Reise im Rahmen des Projektes P8 nach Afrika. Von 2004 bis 2006 entstanden die Kurzfilme Heiter bis wolkig, Wo der Pfeffer wächst, Menschen am Sonntag und Marisol. Es folgte der 28-minütige Individualfilm Ein Sonntag im Winter, für den sie zusätzlich das Drehbuch schrieb.
Im Jahr 2008 filmte sie ein Making-of über das Album In aller Stille von den Toten Hosen sowie eine 45-minütige Dokumentation über die Entstehung des Spielfilms Palermo Shooting von Wim Wenders. Es folgten weitere Kurzfilme über Konzertreisen der Band in Südamerika und deren Auftritt bei Rock am Ring. Im Herbst 2011 wurde Hella Wenders’ Dokumentarfilm über die Grundschule in Berg Fidel beim Kinofest Lünen mit der Lüdia ausgezeichnet, dem Hauptpreis des Festivals.

## Filmografie
- 2004: Heiter bis wolkig
- 2005: Wo der Pfeffer wächst
- 2006: Menschen am Sonntag
- 2007: Marisol
- 2007: Ein Sonntag im Winter
- 2008: Shooting Palermo
- 2011: Berg Fidel – Eine Schule für alle
- 2017: Schule, Schule – Die Zeit nach Berg Fidel